# جنارو اسکوگنامیلیو
جنارو اسکوگنامیلیو (انگلیسی: Gennaro Scognamiglio؛ زادهٔ ۲۴ آوریل ۱۹۸۷) بازیکن فوتبال اهل ایتالیا است.
از باشگاه‌هایی که در آن بازی کرده‌است می‌توان به باشگاه فوتبال پروجا، باشگاه فوتبال تراپانی، باشگاه فوتبال کوزنتسا کالچو، باشگاه فوتبال پارما، باشگاه فوتبال سالرنیتانا، باشگاه فوتبال کروتونه، باشگاه فوتبال دلفینو پسکارا، باشگاه فوتبال بنونتو، باشگاه فوتبال چزنا، باشگاه فوتبال یووه استابیا، و باشگاه فوتبال نووارا اشاره کرد.